# 청주여자중학교
청주여자중학교(淸州女子中學校)는 대한민국 충청북도 청주시 서원구 사직동에 위치한 공립 중학교이다.

## 학교 연혁
- 1938년 4월 10일 : 청주 제2공립고등여학교 설립 인가
- 1938년 5월 1일 : 개교
- 1942년 3월 20일 : 제1회 졸업식(48명 졸업)
- 1946년 4월 1일 : 청주 공립여자중학교로 개칭
- 1951년 9월 1일 : 학제 개편으로 3년제 중학교 18학급 편성(여중,여고 분리)
- 1991년 5월 1일 : 본관 준공
- 1991년 10월 21일 : 강당 준공
- 1991년 12월 21일 : 생활관 준공
- 2000년 9월 25일 : 식생활교육관 준공
- 2021년 10월 8일 : 행복감성 NEW SPACE 사업, 도담도담 꿈자람관 준공
- 2023년 9월 1일 : 제35대 송호용 교장 부임
- 2024년 1월 5일 : 제83회 졸업 113명 (총 33,661명)
- 2024년 3월 4일 : 제86회 입학 122명

## 참고 자료
- 청주여자중학교 - 한국교육학술정보원 학교알리미